# Rudolf von Alt
Rudolf von Alt (Vienna, 28 agosto 1812 – Vienna, 12 marzo 1905) è stato un pittore e incisore austriaco.

## Biografia
Rodolfo von Alt è il figlio di Jacob von Alt, lo stesso che gli fece da precettore, ppima che si scrivesse all'Accademia di belle arti di Vienna. Rudolf von Alt divenne successivamente un noto acquerellista che, con tocco felice e lieto, dipinse vedute, durante i suoi lunghi e produttivi viaggi in Europa.
Viaggiò principalmente in 3 tappe per motivi di natura scolastica e per formazione artistica: in Italia, in Belgio e in Svizzera. Anche in Austria trovò spunti per le sue vedute acquarellate. Ebbe la commissione, da parte del governo austriaco, di dipingere monumenti significativi, in città europee. 

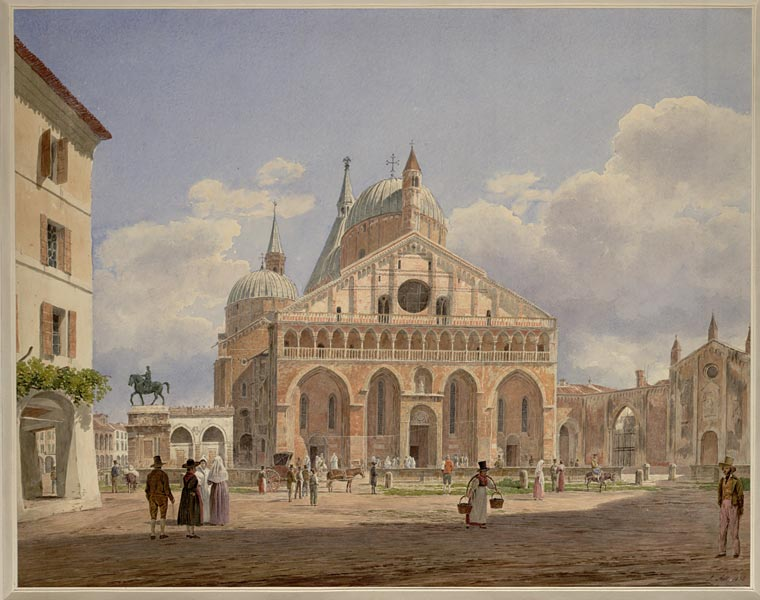
Basilica di Sant'Antonio di Padova, acquarello

In particolar modo sono noti i suoi panorami di Vienna, che ne descrivono lo sviluppo architettonico nel corso dell'Ottocento. Particolare fama spetta anche alle sue vedute di Crimea.
Nel periodo dell'unità d'Italia inoltre viaggia e lavora a Roma e Napoli, in seguito visita i laghi della Lombardia, della Galizia, della Boema, della Dalmazia e della Baviera prima di tornare numerose volte in Italia. Nel 1863 si reca in Crimea per dipingere delle viste di una proprietà dell’imperatrice, e nel 1867 visita la Sicilia.
All'attività di pittore unì quella di acquafortista. Il fratello Franz Alt fu anch'egli pittore.
Muore nel 1905 nella sua città natale.

### Vedute
- Vienna presa dal lato sud, 1840
- Castello reale di Bruxelles
- Sala delle Guardie nel Castello di reale di Salzburg (Vienna, Museo imperiale)
- Sala dei Giganti nel Palazzo dei Dogi a Venezia
- Porto di Palermo (Vienna, Museo imperiale)